# Benkadi (Banamba)
Benkadi es una ciudad y comuna del círculo de Banamba, región de Kulikoró, Malí. Su población era de 8.412 habitantes en 2009.